# Суковіцин Віктор Іванович
Віктор Іванович Суковіцин (5 червня 1939) — радянський футболіст, який виступав на позиції нападника. Відомий за виступами у команді вищої ліги СРСР «Торпедо» (Москва), а також у низці українських команд класу «Б» та другої групи класу «А».

## Клубна кар'єра
Віктор Суковіцин розпочав виступи на футбольних полях у 1957 році у дублюючому складі московського «Торпедо». У 1958 році він став гравцем команди класу «Б» «Металург» із Запоріжжя, в кінці року грав за аматорську команду «Авангард» із Жовтих Вод. Наступного року Суковіцин повернувся до московської команди, проте грав там знову лише у дублюючому складі, тому ще до кінця року повернувся до Жовтих Вод, та здобув разом із командою перепустку до класу майстрів «Б», у якому в складі жовтоводської команди грав у 1960—1961 роках. У 1962 році знову став гравцем московського «Торпедо», за яке в цьому році зіграв 2 матчі у найвищій радянській лізі, та протягом цього ж сезону перейшов до команди класу «Б» «Дніпро» з Дніпропетровська, в якому грав до кінця 1963 року. Протягом 1964—1966 років під час служби в армії грав за київський СКА, де був одним із кращих бомбардирів команди. Після закінчення служби у 1967 році знову грав у складі дніпропетровської команди. На початку 1968 року він одночасно з іншими досвідченими футболістами Анатолієм Кваніним та Антоном Востровим, та молодим футболістом Віктором Сугаком став гравцем команди другої групи класу «А» «Таврія» з Сімферополя. У команді в перший же рік став кращим бомбардиром, проте наступного року нападник зумів відзначитися в складі сімферопольської команди лише 2 рази, й після закінчення сезону 1969 року завершив виступи на футбольних полях.